# Фудбалска репрезентација Индонезије
Фудбалска репрезентација Индонезије (инд. Tim Nasional Sepak Bola Indonesia) представља Индонезију у међународним фудбалским такмичењима и под контролом је Фудбалског савеза Индонезије.

## Успеси

### Светско првенство
- 1930—1934: Није се квалификовала
- 1938: 15. место
- 1950—2014: Није се квалификовала
- 2018: Дисквалификована
- 2022: Није се квалификовала

### АФК азијски куп
- 1956—1992: Није се квалификовала
- 1996: 11. место
- 2000: 11. место
- 2004: 11. место
- 2007: 11. место
- 2011—2015: Није се квалификовала
- 2019: Дисквалификована